# Lindry
Lindry este o comună în departamentul Yonne, Franța. În 2009 avea o populație de 1,273 de locuitori.

## Evoluția populației
| An        | 1975 | 1982 | 1990 | 1999 | 2006  | 2009  |
| --------- | ---- | ---- | ---- | ---- | ----- | ----- |
| Populație | 581  | 814  | 906  | 950  | 1,176 | 1,273 |